# Tulcán
Tulcán, también llamada San Miguel de Tulcán, es una ciudad fronteriza ecuatoriana; cabecera del cantón homónimo y capital de la Provincia de Carchi, así como la urbe más grande y poblada de la misma. Se localiza al extremo norte de la Región interandina del Ecuador, en la frontera con Colombia, en la hoya del río Carchi, entre los ríos Tajamar y Bobo, a una altitud de 2980 m s. n. m. y con un clima frío andino de 13,5 °C en promedio.
Es llamada "Centinela norteña" por su ubicación geográfica, siendo una de las ciudades más septentrionales y altas del país. En el censo de 2022 tenía una población de 56.719 habitantes, lo que la convierte en la vigésima quinta ciudad más poblada del país. La ciudad es el núcleo ecuatoriano de la conurbación binacional Tulcán - Ipiales, la cual está constituida además por ciudades y parroquias rurales cercanas, tanto ecuatorianas, como colombianas. El conglomerado alberga a más de 230.000 habitantes, y ocupa la primera posición entre las conurbaciones fronterizas del Ecuador.
Sus orígenes datan del siglo XVI, pero es a mediados del siglo XIX, debido a su ubicación geográfica, a 7 km de la frontera colombiana; es decir, del Puente Internacional de Rumichaca, cuando presenta un acelerado crecimiento demográfico hasta establecer un poblado urbano, que sería posteriormente, uno de los principales núcleos urbanos de la zona. Es uno de los más importantes centros administrativos, económicos, financieros y comerciales del norte del Ecuador. Las actividades principales de la ciudad son el comercio, la agricultura, la ganadería y el transporte.

## Historia

Parque Central de Tulcán.

Entre el norte del valle del Chota (río Mira) y el sur de Pasto (entre los ríos Angasmayo y Guáytara), en Colombia. Esta zona fue rica en culturas preincaicas como la Tuza, Huaca, Tuncahuán, Capulí, negativo del Carchi y Pasto. Tulcán fue resultado de reducción de dos pueblos aborígenes por parte de los españoles en el siglo XVI, reagrupando las poblaciones de Tulcanquer y Taques para facilitar su adoctrinamiento y se asentaron alrededor de la plaza central y su iglesia (Ponce de León, 1582 citado en Municipio de Tulcán, 2.003:19).
En tiempos de la independencia y de la república, los tulcaneños y carchenses pusieron muchos hombres para las tropas grancolombianas, sirviendo de base para las operaciones de los ejércitos y teniendo que vivir dos guerras con Colombia: el 31 de julio de 1862 el cual en la ciudad se dio la Batalla de Tulcán y el 6 de diciembre de 1893 por razones políticas, limítrofes e ideológicas.
Tulcán fue reconocido como Cantón el 11 de abril de 1851. Ha venido transformando sus estructuras sociales, culturales, económicas, urbanísticas, etc. sufriendo modificaciones a lo largo de este siglo y medio de existencia cantonal. Los datos más próximos permiten deducir que la ciudad de Tulcán en el año 1900 tenía ocupando apenas doscientos cincuenta casas de las cuales una veintena eran de dos plantas, el resto casitas y mediaguas de una sola planta cubiertas de paja o de teja, paredes de tapiales o bahareque, calles de tierra y de piedra en mínima parte. No había el transporte motorizado y la ciudad ocupaba seis hectáreas de las doscientas actuales. Hoy, cuando se ha sobrepasado el año 2000, Tulcán presenta características muy diferentes: modernas construcciones, calles en su mayor parte adoquinadas, edificios de varias plantas, todos los servicios básicos y una amplia infraestructura hotelera.

## Geografía

### Relieve y geología

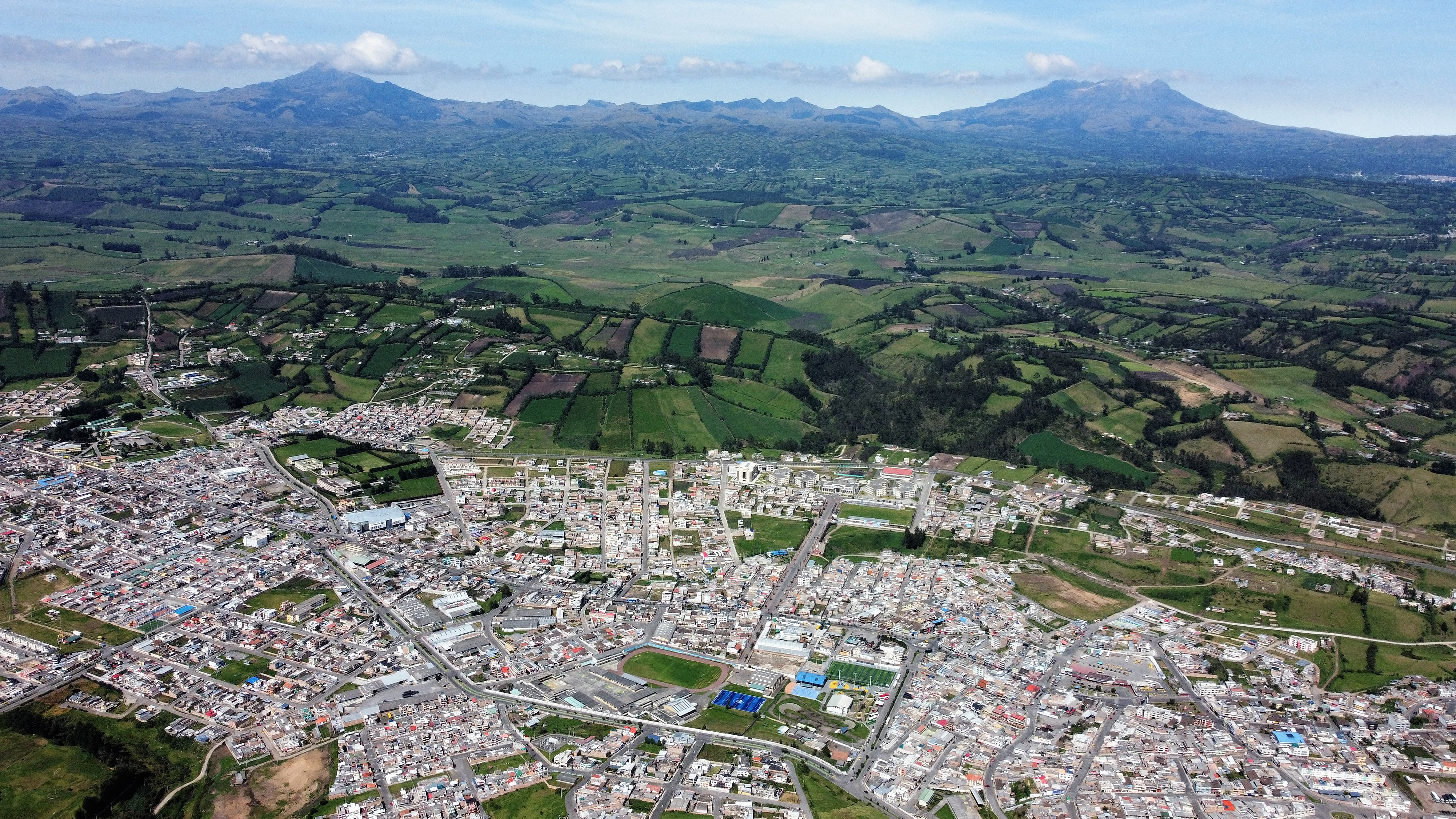
Volcanes Chiles y Cumbal desde el sur de Tulcán

Tulcán se encuentra ubicada en una meseta rodeada de granjas agrícolas y parcelas que le dan un colorido único creando un mosaico de colores muy característico de la zona Andina. Su clima es fresco debido a que se encuentra en la meseta andina a diferencia de otras ciudades de la Sierra que se encuentran en valles. La zona urbana, de reciente crecimiento y expansión está constituida en su mayoría por casas y edificaciones de hormigón armado.
La urbe está ubicada en su totalidad en la hoya del Carchi, la cual está delimitada por el nudo de Pasto al norte; los páramos de El Ángel y el nudo de Boliche al sur y al oriente; y las faldas del volcán Chiles y el volcán Cumbal al occidente.  La ciudad difiere en dichos límites en la parte norte, pues el río Carchi es el límite de la urbe; mientras que los otros accidentes geográficos de la hoya del Carchi son también los límites de la urbe.
En la actualidad, la ciudad se encuentra en expansión especialmente en el sector suroccidental, debido al eje de desarrollo generado por la Universidad Politécnica Estatal del Carchi en dicho sector. Otro sector de desarrollo futuro es el noroccidental, generado por el nuevo hospital, el paso lateral en construcción y la nueva terminal de transporte terrestre. Sin embargo, se estima que los límites geográficos seguirán siendo los mismos durante las próximas décadas, pues Tulcán se caracteriza por tener una de las más altas densidades poblacionales del país, haciendo que las expansiones territoriales se realicen estrictamente cuando son necesarias.

### Clima
De acuerdo con la clasificación climática de Köppen, Tulcán experimenta un clima húmedo de montaña (Cfbi), el cual se caracteriza por pequeñas oscilaciones térmicas diurnas y anuales, gozando de un clima frío durante todo el año, además de poseer humedad relativa elevada. Debido a que las estaciones del año no son sensibles en la zona ecuatorial, tiene exclusivamente dos estaciones: un pluvioso invierno, que va de noviembre a mayo, y un "verano" seco y ligeramente más frío, entre junio y octubre. 
Su temperatura promedio anual es de 13,5 °C; siendo noviembre el mes más cálido, con un promedio de 13,9 °C, mientras julio es el mes más frío, con 12,5 °C en promedio. Es un clima isotérmico, con una amplitud térmica anual inferior a 2 °C entre el mes más frío y el más cálido. En cuanto a la precipitación, goza de lluvias abundantes y regulares durante el invierno, mientras en el verano llueve poco. Los índices de precipitación rondan los 890 mm por año; hay una diferencia de 84 mm de precipitación entre los meses más secos y los más húmedos; abril (17 días) tiene los días más lluviosos por mes en promedio, mientras la menor cantidad de días lluviosos se mide en septiembre (12 días). La humedad relativa también es constante, con un promedio anual de 77,7%. 
| Parámetros climáticos promedio de Tulcán, Ecuador | Parámetros climáticos promedio de Tulcán, Ecuador | Parámetros climáticos promedio de Tulcán, Ecuador | Parámetros climáticos promedio de Tulcán, Ecuador | Parámetros climáticos promedio de Tulcán, Ecuador | Parámetros climáticos promedio de Tulcán, Ecuador | Parámetros climáticos promedio de Tulcán, Ecuador | Parámetros climáticos promedio de Tulcán, Ecuador | Parámetros climáticos promedio de Tulcán, Ecuador | Parámetros climáticos promedio de Tulcán, Ecuador | Parámetros climáticos promedio de Tulcán, Ecuador | Parámetros climáticos promedio de Tulcán, Ecuador | Parámetros climáticos promedio de Tulcán, Ecuador | Parámetros climáticos promedio de Tulcán, Ecuador |
| Mes                                               | Ene.                                              | Feb.                                              | Mar.                                              | Abr.                                              | May.                                              | Jun.                                              | Jul.                                              | Ago.                                              | Sep.                                              | Oct.                                              | Nov.                                              | Dic.                                              | Anual                                             |
| ------------------------------------------------- | ------------------------------------------------- | ------------------------------------------------- | ------------------------------------------------- | ------------------------------------------------- | ------------------------------------------------- | ------------------------------------------------- | ------------------------------------------------- | ------------------------------------------------- | ------------------------------------------------- | ------------------------------------------------- | ------------------------------------------------- | ------------------------------------------------- | ------------------------------------------------- |
| Temp. máx. abs. (°C)                              | 23                                                | 25.6                                              | 25                                                | 28                                                | 29.8                                              | 21                                                | 24.2                                              | 20.3                                              | 25.7                                              | 26.7                                              | 27                                                | 24.9                                              | 29.8                                              |
| Temp. máx. media (°C)                             | 18.3                                              | 18.4                                              | 18.3                                              | 18.6                                              | 18.2                                              | 17.7                                              | 17.0                                              | 17.2                                              | 18.4                                              | 19.0                                              | 19.3                                              | 18.8                                              | 18.3                                              |
| Temp. media (°C)                                  | 13.5                                              | 13.5                                              | 13.6                                              | 13.9                                              | 13.6                                              | 13.4                                              | 12.5                                              | 12.5                                              | 13.4                                              | 13.8                                              | 13.9                                              | 13.8                                              | 13.5                                              |
| Temp. mín. media (°C)                             | 6.6                                               | 6.7                                               | 7.4                                               | 7.4                                               | 7.2                                               | 6.7                                               | 5.7                                               | 5.3                                               | 5.3                                               | 5.9                                               | 6.9                                               | 6.8                                               | 6.5                                               |
| Temp. mín. abs. (°C)                              | -1                                                | -2.4                                              | 0                                                 | 0.6                                               | 0                                                 | 0.2                                               | -2.3                                              | -0.7                                              | 0                                                 | −1                                                | -2.1                                              | 0                                                 | -2.4                                              |
| Precipitación total (mm)                          | 73.4                                              | 89.6                                              | 97.4                                              | 94.0                                              | 101.7                                             | 50.6                                              | 35.1                                              | 31.9                                              | 51.0                                              | 55.8                                              | 115.9                                             | 102.8                                             | 899.2                                             |
| Días de precipitaciones (≥ 1.0 mm)                | 14                                                | 14                                                | 16                                                | 17                                                | 15                                                | 15                                                | 14                                                | 12                                                | 12                                                | 16                                                | 17                                                | 17                                                | 179                                               |
| Horas de sol                                      | 130                                               | 105                                               | 100                                               | 105                                               | 125                                               | 125                                               | 135                                               | 130                                               | 120                                               | 125                                               | 120                                               | 130                                               | 1450                                              |
| Humedad relativa (%)                              | 76                                                | 79                                                | 81                                                | 79                                                | 79                                                | 79                                                | 80                                                | 76                                                | 73                                                | 76                                                | 77                                                | 77                                                | 77.7                                              |
| Fuente n.º 1: NOAA Climas y viajes                |                                                   |                                                   |                                                   |                                                   |                                                   |                                                   |                                                   |                                                   |                                                   |                                                   |                                                   |                                                   |                                                   |
| Fuente n.º 2: Meoweather                          |                                                   |                                                   |                                                   |                                                   |                                                   |                                                   |                                                   |                                                   |                                                   |                                                   |                                                   |                                                   |                                                   |

## Política

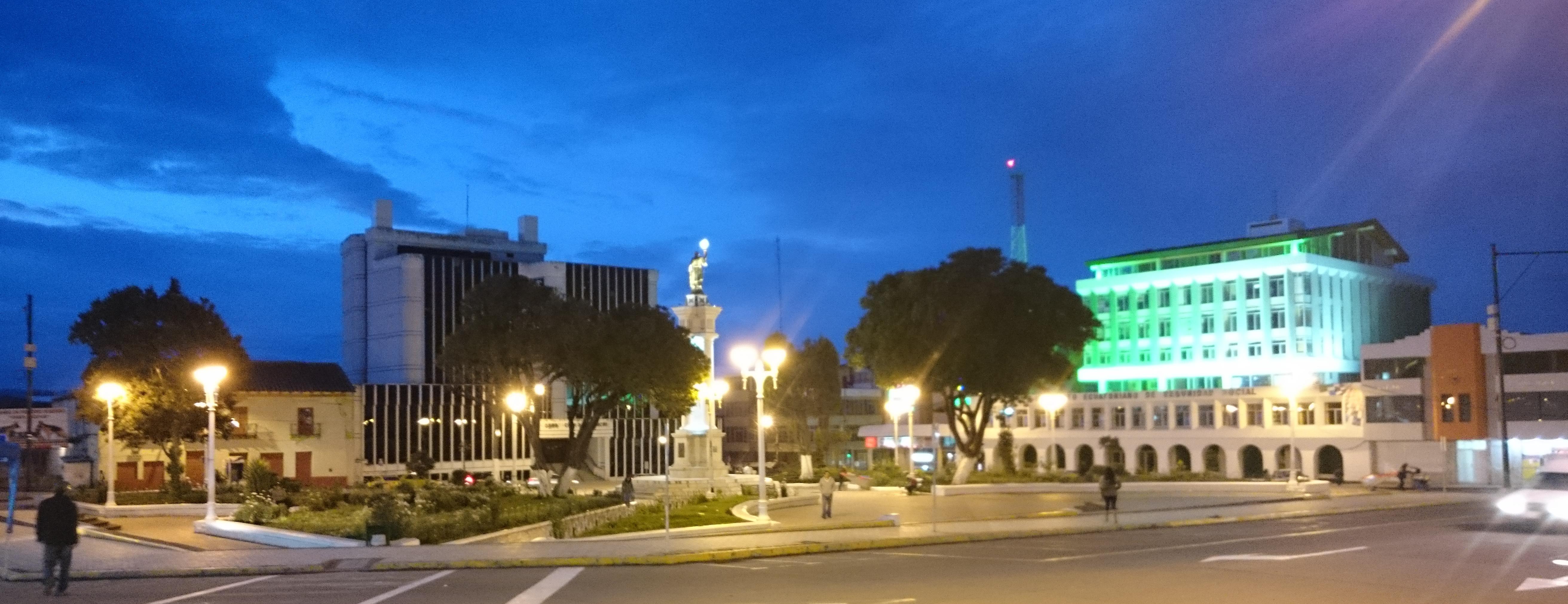
Parque central de Tulcán, sede de los gobiernos local, provincial y nacional

Territorialmente, la ciudad de Tulcán está organizada en 2 parroquias urbanas, mientras que existen 9 parroquias rurales con las que complementa el aérea total del Cantón Tulcán. El término "parroquia" es usado en el Ecuador para referirse a territorios dentro de la división administrativa municipal.
La ciudad de y el cantón Tulcán, al igual que las demás localidades ecuatorianas, se rige por una municipalidad según lo previsto en la Constitución de la República. El Gobierno Autónomo Descentralizado Municipal de Tulcán, es una entidad de gobierno seccional que administra el cantón de forma autónoma al gobierno central. La municipalidad está organizada por la separación de poderes de carácter ejecutivo representado por el alcalde, y otro de carácter legislativo conformado por los miembros del concejo cantonal.
La ciudad de Tulcán es la capital de la provincia de Carchi, por lo cual es sede de la Gobernación y de la Prefectura de la provincia. La Gobernación está dirigida por un ciudadano con título de Gobernador de Carchi y es elegido por designación del propio Presidente de la República como representante del poder ejecutivo del estado. La Prefectura, algunas veces denominada como Gobierno Provincial, está dirigida por un ciudadano con título de Prefecto Provincial de Carchi y es elegido por sufragio directo en fórmula única junto al candidato viceprefecto. Las funciones del Gobernador son en su mayoría de carácter representativo del Presidente de la República, mientras que las funciones del Prefecto están orientadas al mantenimiento y creación de infraestructura vial, turística, educativa, entre otras.
La Municipalidad de Tulcán, se rige principalmente sobre la base de lo estipulado en los artículos 253 y 264 de la Constitución Política de la República y en la Ley de Régimen Municipal en sus artículos 1 y 16, que establece la autonomía funcional, económica y administrativa de la Entidad.

### Alcaldía

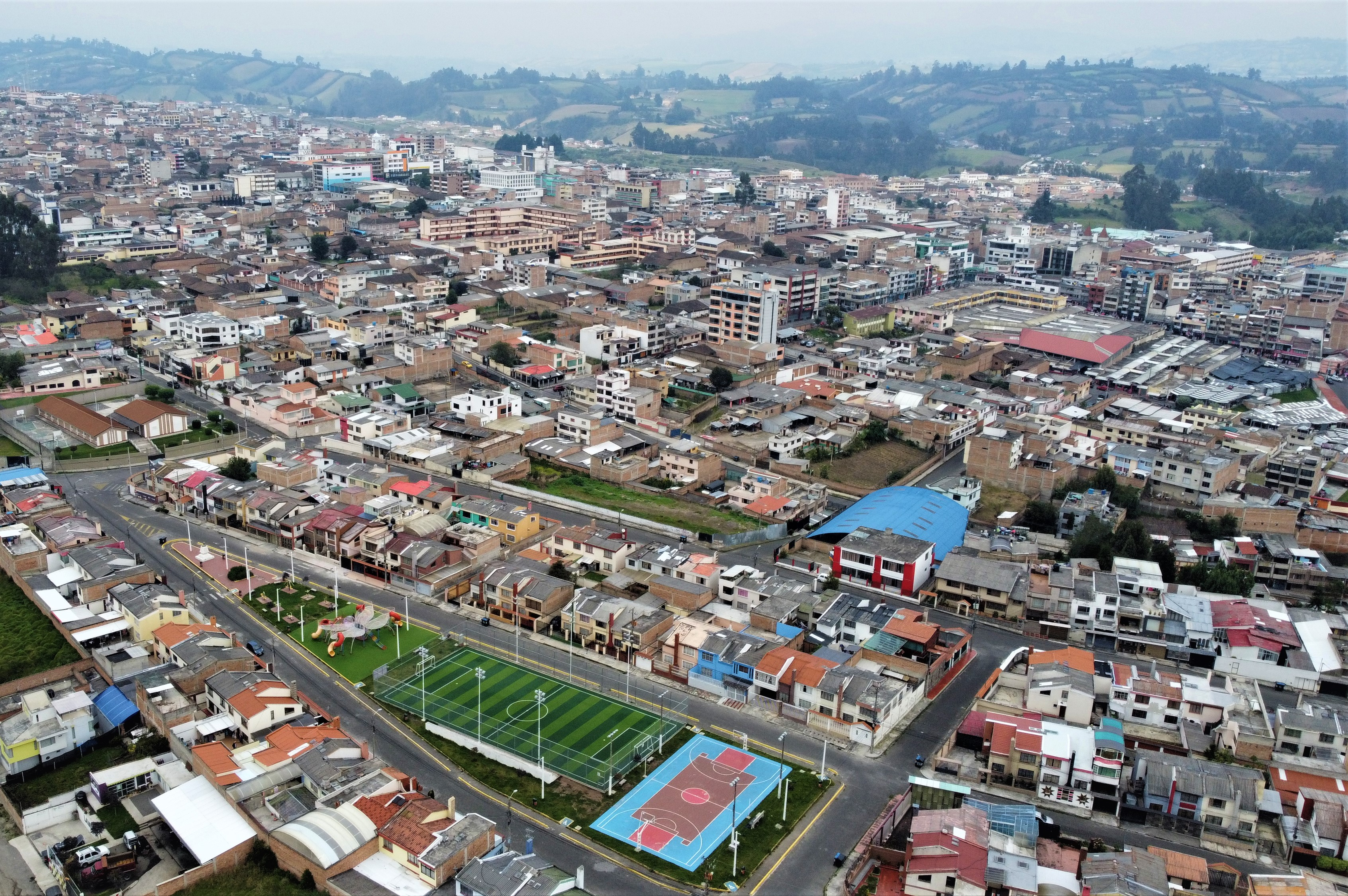
Centro de la ciudad desde la Ciudadela del Maestro

El poder ejecutivo de la ciudad es desempeñado por un ciudadano con título de Alcalde del Cantón Tulcán, el cual es elegido por sufragio directo en una sola vuelta electoral sin fórmulas o binomios en las elecciones municipales. El vicealcalde no es elegido de la misma manera, ya que una vez instalado el Concejo Cantonal se elegirá entre los ediles un encargado para aquel cargo. El alcalde y el vicealcalde duran cuatro años en sus funciones, y en el caso del alcalde, tiene la opción de reelección inmediata o sucesiva. El alcalde es el máximo representante de la municipalidad y tiene voto dirimente en el concejo cantonal, mientras que el vicealcalde realiza las funciones del alcalde de modo suplente mientras no pueda ejercer sus funciones el alcalde titular.
El alcalde cuenta con su propio gabinete de administración municipal mediante múltiples direcciones de nivel de asesoría, de apoyo y operativo. Los encargados de aquellas direcciones municipales son designados por el propio alcalde. Actualmente el alcalde de Tulcán es Andrés Ruano, elegido para el periodo 2023 - 2027.

### Concejo cantonal
El poder legislativo de la ciudad es ejercido por el Concejo Cantonal de Tulcán el cual es un pequeño parlamento unicameral que se constituye al igual que en los demás cantones mediante la disposición del artículo 253 de la Constitución Política Nacional. De acuerdo a lo establecido en la ley, la cantidad de miembros del concejo representa proporcionalmente a la población del cantón.
Tulcán posee 7 concejales, los cuales son elegidos mediante sufragio (Sistema D'Hondt) y duran en sus funciones cuatro años pudiendo ser reelegidos indefinidamente. De los siete ediles, 5 representan a la población urbana mientras que 2 representan a las 9 parroquias rurales. El alcalde y el vicealcalde presiden el concejo en sus sesiones. Al recién instalarse el concejo cantonal por primera vez los miembros eligen de entre ellos un designado para el cargo de vicealcalde de la ciudad.

### División Política
El cantón se divide en parroquias que pueden ser urbanas o rurales y son representadas por los Gobiernos Parroquiales ante la Alcaldía de Tulcán. La urbe tiene 2 parroquias urbanas:
- González Suárez
- Tulcán

## Turismo

### El entorno cultural

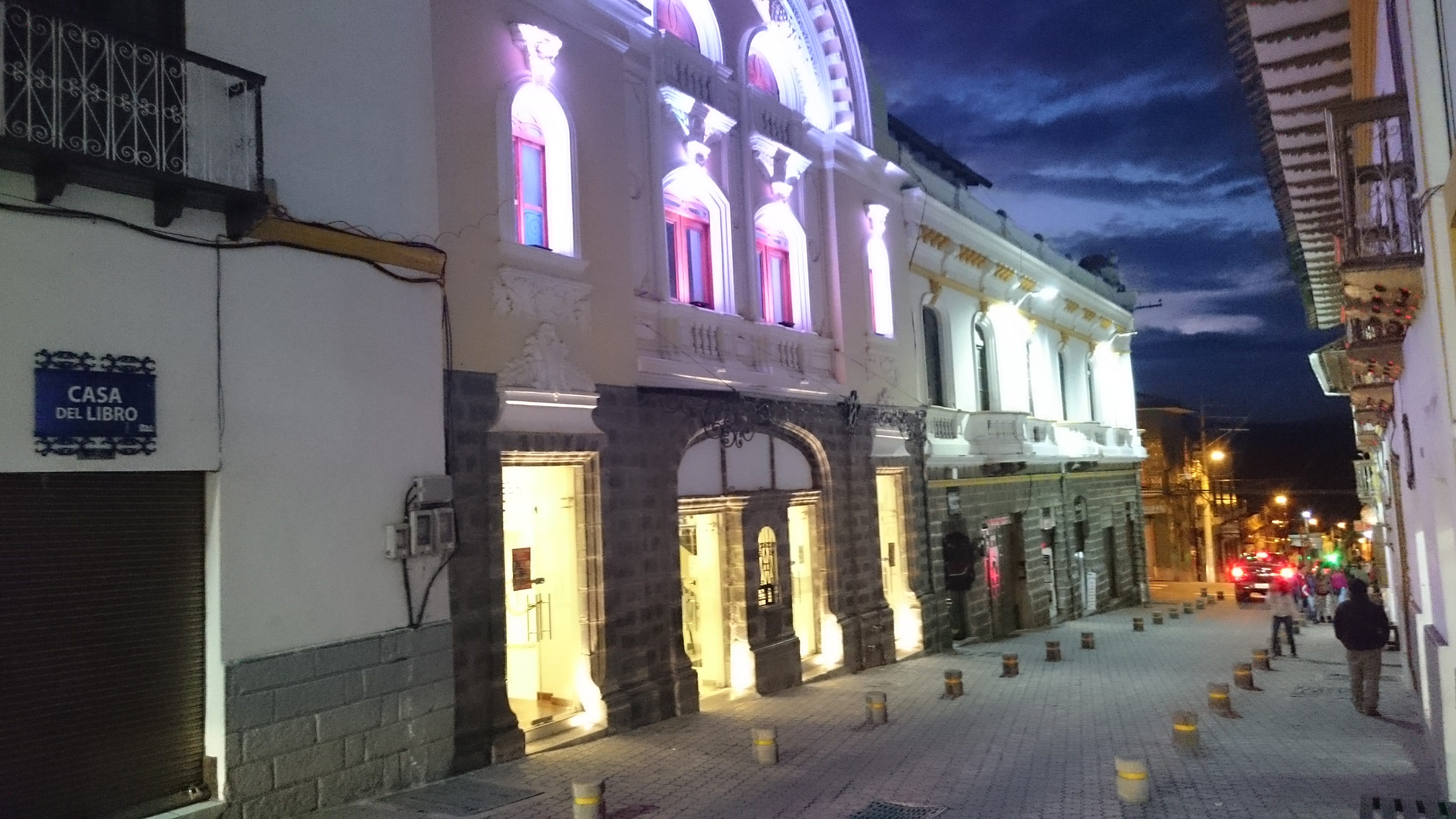
Teatro Lemarie, referente histórico y cultural de la ciudad

En el tema arquitectónico de la ciudad, parte de sus manifestaciones culturales existe la Catedral que es una iglesia construida a mediados del siglo XX. La iglesia San Francisco, la Dolorosa, Cristo Rey, el parque Ayora, el parque de la Independencia, la antigua Casa de las Aduanas en el puente Rumichaca, el teatro Lemarie, como muestra de una configuración diversa entre la arquitectura moderna y republicana.
La ciudad posee una gran herencia arqueológica e histórica: en varios lugares del Cantón se pueden encontrar piedras pintadas con figuras hechas en la superficie plana de gigantescas rocas, labradas con pintura indeleble y trazados de laberintos de líneas y dibujos que denotan la existencia de una cultura muy antigua; ejemplo de estos petroglifos se tiene en Chapués, Chilmá Bajo, Chical y Quinyul.
En la gastronomía son típicos en esta región: el exquisito cuy asado, el hornado pastuso, los famosos Cumbalazos (salpicón con nieve del cerro Cumbal), el queso amasado, el quesillo, los canelazos (hervidos de fruta con aguardiente), en Tufiño: la miel con quesillo, en Maldonado: los envueltos de yuca y plátano, entre otros.

### Cementerio de Tulcán

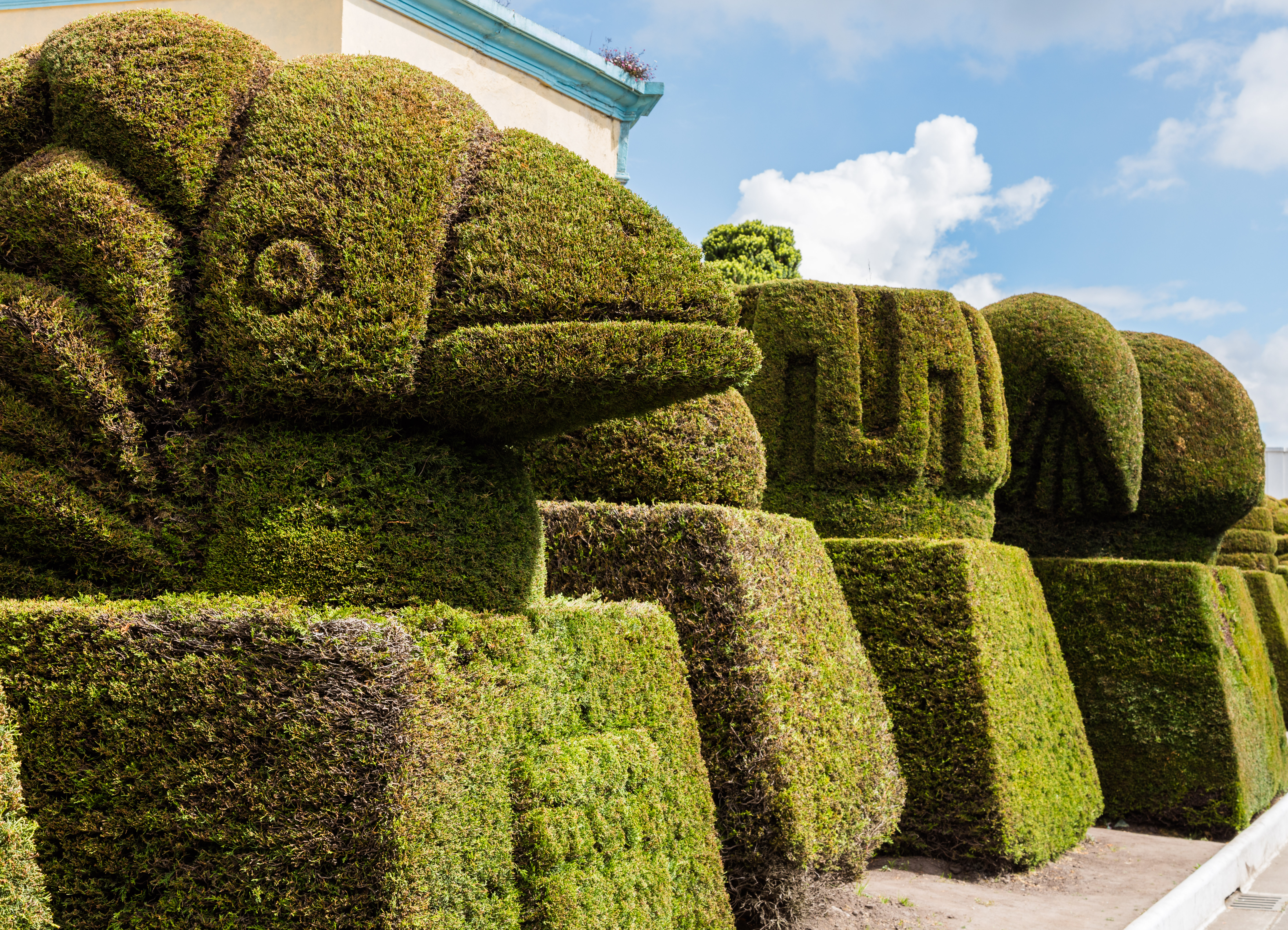
Cementerio de Tulcán.

Es una de las realizaciones técnicas mejor acabadas, sus delicadas y bien formadas esculturas talladas en ciprés lo vuelven un espacio imprescindible para la meditación y contemplación. Este museo infinito de silencio de significativa belleza ha sido reconocido a nivel nacional y mundial.
Sus figuras tienen variadas formas representativas de la flora y fauna del Ecuador y de las culturas romanas, griega, inca, azteca y egipcia, divididas en dos zonas: la primera ubicada en la parte frontal del cementerio, conocida como “Parque de los Recuerdos” y la segunda ubicada en la parte posterior, bautizada con el nombre de “Altar de Dios”.
Sus primeros árboles fueron sembrados por Don José María Azael Franco Guerrero, cuando ocupaba el cargo de Jefe de Parques del Municipio de Tulcán; la tierra calcárea del lugar favoreció el implante del ciprés, en donde a partir del décimo año de vida de cada árbol, fueron conformándose las figuras de acuerdo a los ideales e imaginación del autor.
El 28 de mayo de 1984, la obra fue declarada Patrimonio Cultural de la Nación, siendo el continuador de esta arquitectura el hijo del creador, Benigno Salvador Franco Carranco, quien ayudó desde su infancia a su padre en los trabajos de ornamentación.
El cementerio está ubicado al noroccidente de la ciudad, en la avenida Cotopaxi y avenida El Cementerio.
En la actualidad posee una oficina de guía turística y museo fotográfico, además de ofrecer iluminación con lámparas led para recibir la visita de turistas en horas nocturnas.
La administración está a cargo del gobierno municipal de la ciudad, el ingreso es gratuito y su horario de apertura es de 06:00 a 20:00.

### La ciudad

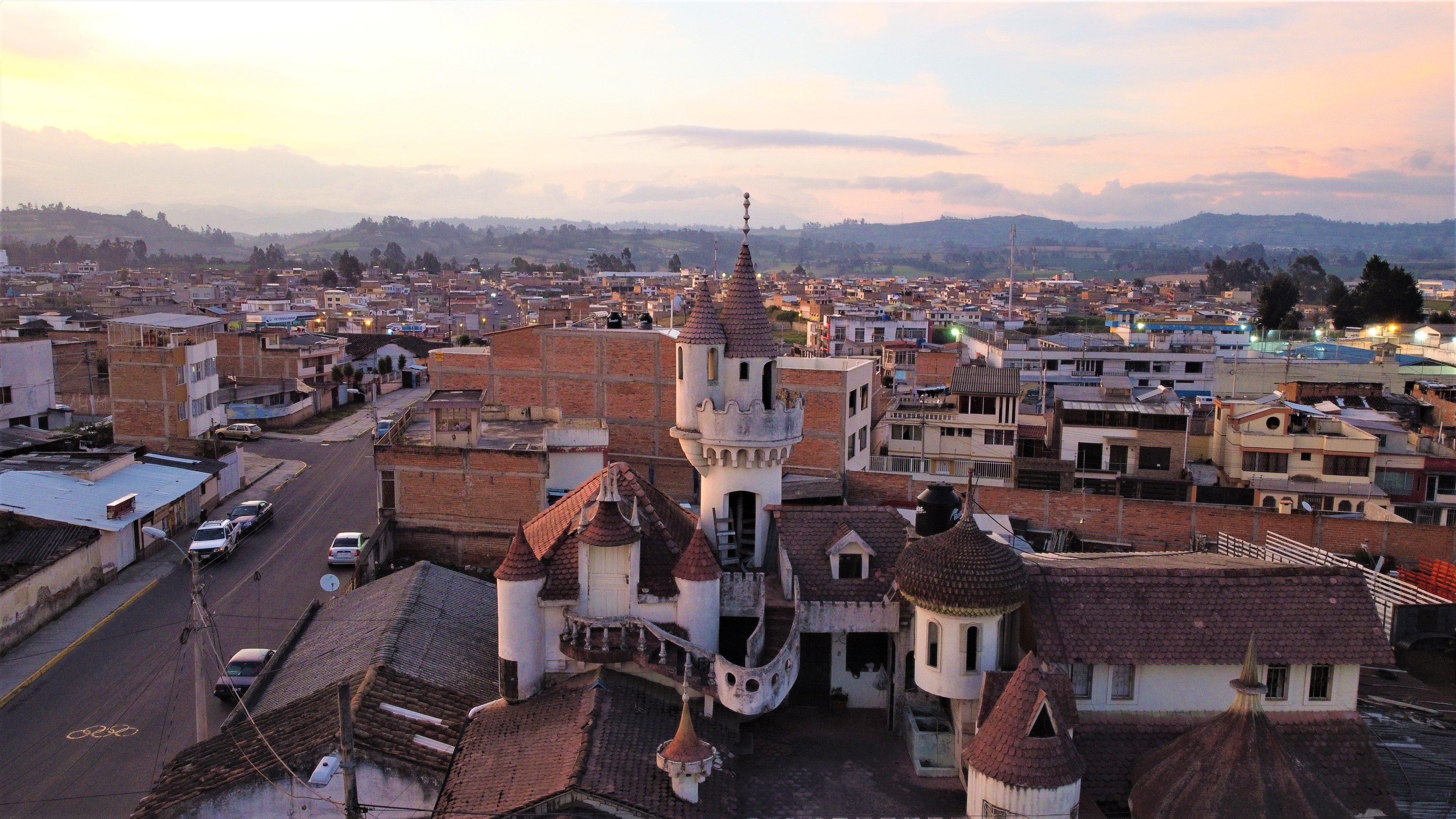
Casa antigua en forma de castillo en el norte de la ciudad.

Los parques más importantes, y que conforman el centro de la ciudad, son : Parque Isidro Ayora y Parque de la Independencia (Parque central).
Alrededor de estos dos parques se encuentran las instituciones más importantes de la ciudad. Circundan al Parque central los edificios del Municipio, Gobernación, Seguro Social, bancos, una universidad, entre otras. Alrededor del parque Isidro Ayora hay edificaciones de comerciantes particulares. Esta ciudad, por ser fronteriza, goza de un buen movimiento comercial, la actividad más importante de la zona, de la cual se sustenta la ciudad.
Otros parques menores pero tradicionales son La Concordia, Julián Andrade y Del Civismo.
El deporte también es privilegiado en esta ciudad pues cuenta con infraestructura acorde a las necesidades de la población; cuenta con coliseos cubiertos, estadios, pista atlética, piscinas semi-olímpicas, pistas de bicicrós, un velódromo y patinódromo.

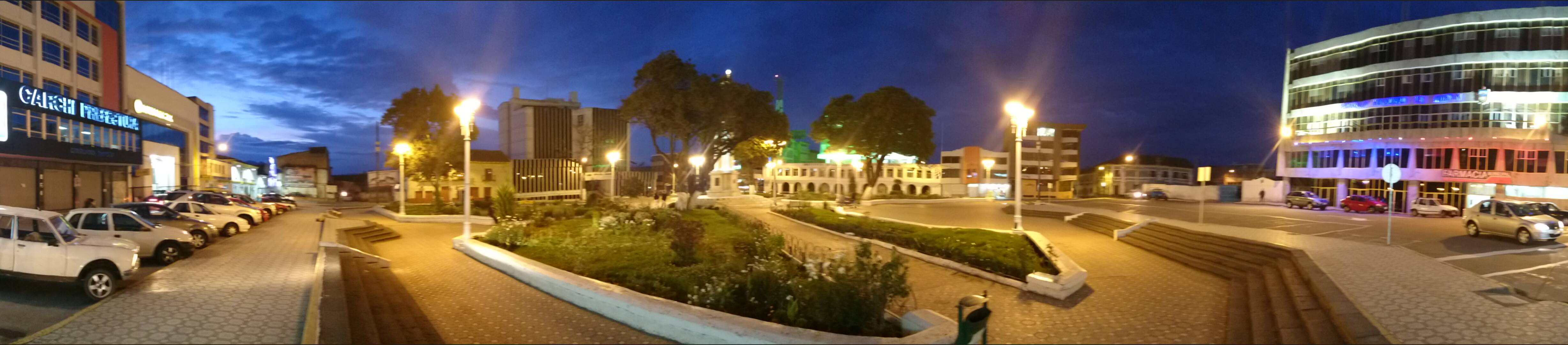
Panorámica del parque central de Tulcán

### Comercio y turismo de compras

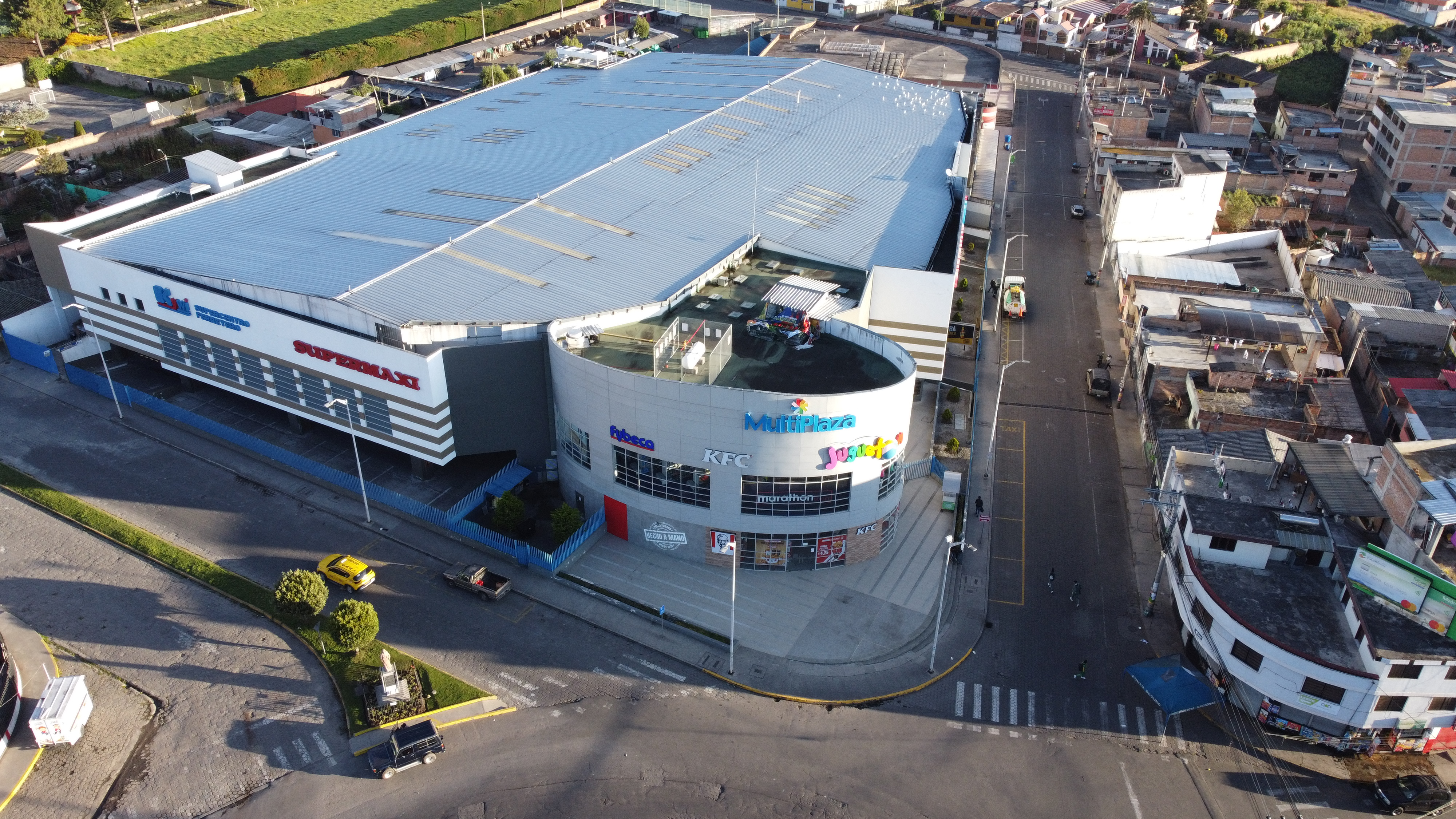
Multiplaza Tulcán, ubicado al sur de la ciudad

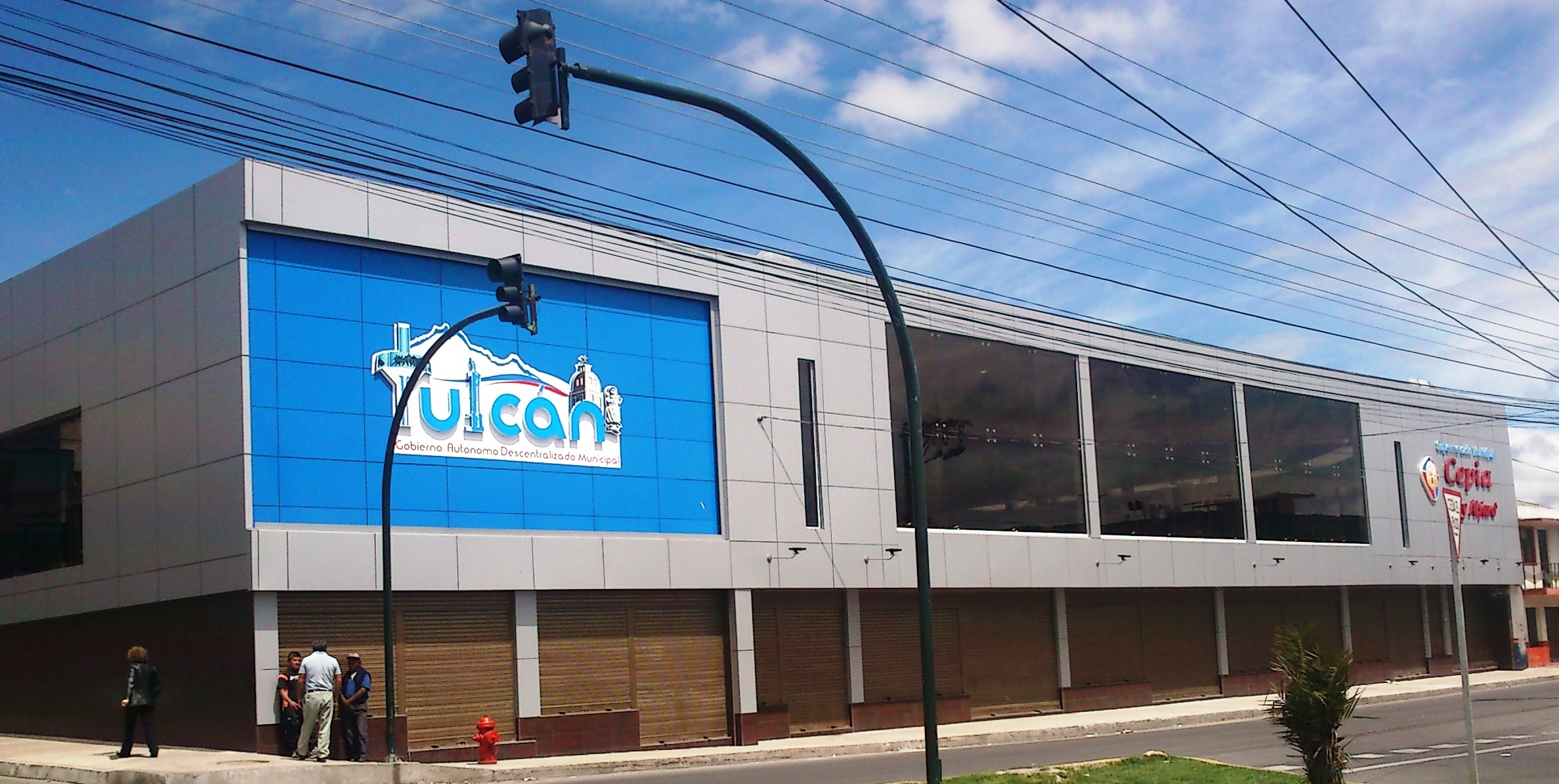
Mercado Eloy Alfaro, ubicado al norte de la ciudad

Al ser Tulcán una ciudad eminentemente comercial, la principal motivación para visitarla es la de hacer compras o establecer transacciones de negocios. Tradicionalmente desde hace muchos años ha habido un fuerte movimiento en intercambio de mercaderías entre Ecuador y Colombia por esta frontera, por lo que el flujo de personas ha sido constante aunque con altibajos por la oscilación de la devaluación monetaria a ambos lados de la frontera, por razones políticas o de orden público.

### El entorno Natural
Tulcán se encuentra en un valle rodeado de montañas y dos volcanes; el Cumbal y el Chiles; en las faldas de este último se encuentra el páramo que se extiende desde la reserva ecológica El Ángel. En la vía que conduce hacia las parroquias Maldonado, Chical y Tobar Donoso se localizan las Lagunas Verdes, llamadas así por la coloración verdosa de sus aguas, debido a la contaminación de azufre que brota de los suelos que circundan el Volcán Chiles.

#### Ecoparque

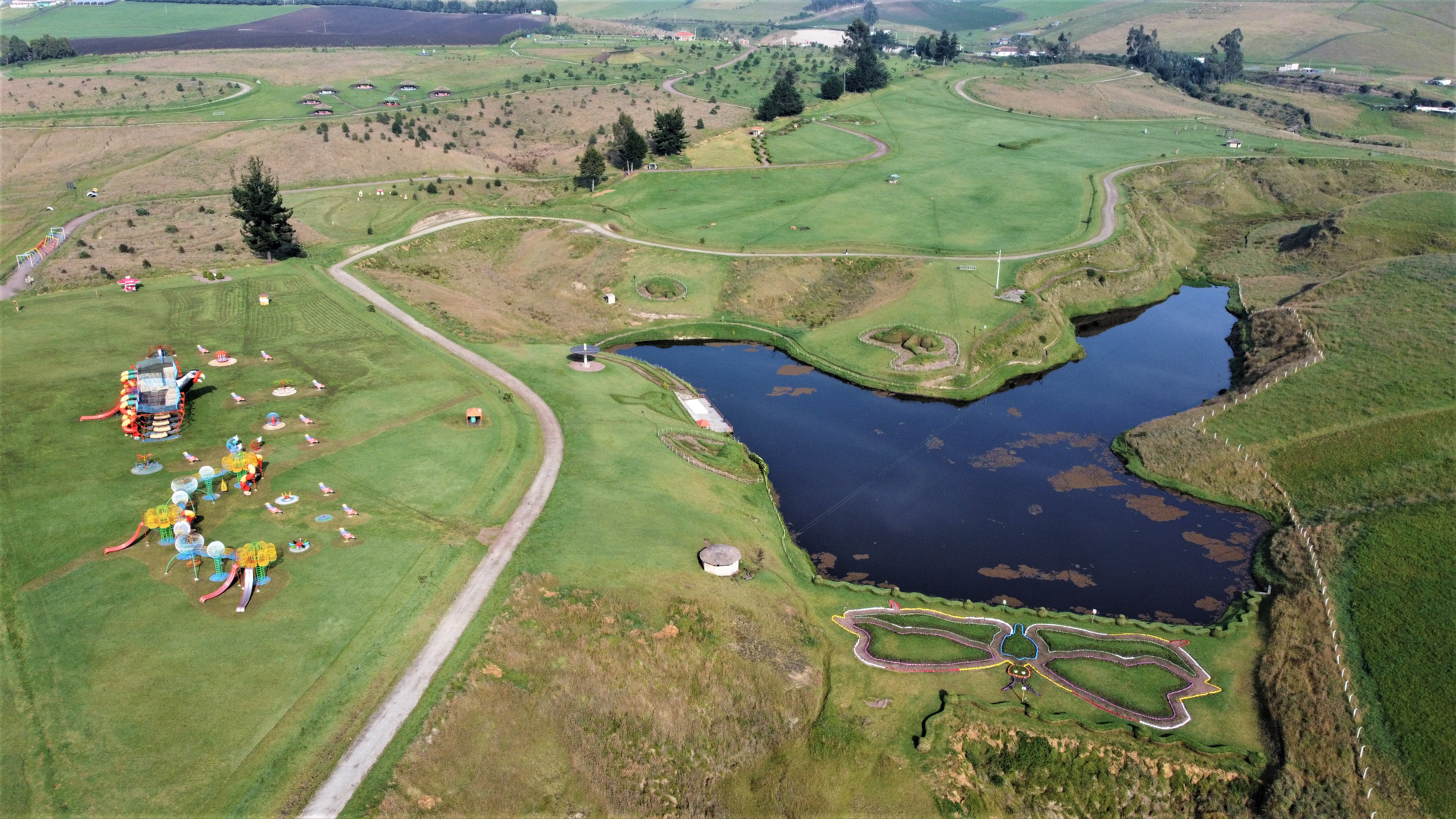
Ecoparque, ubicado al occidente de la ciudad

El Ecoparque es un proyecto recreativo ubicado en la vía Tulcán – Tufiño, a 7 kilómetros del centro de la ciudad. Este cuenta con juegos extremos, zona de acampada, área de parrilladas, lagunas ornamentales y pistas de ciclismo y caminata. El atractivo turístico es amigable con el medio ambiente y cuenta con un área de 55 hectáreas que se encuentran en proyecto de reforestación.

## Población y demografía
Está ubicada en Carchi, provincia que ocupa la octava posición a nivel nacional en cuanto a Índice de Desarrollo Humano se refiere, nivel comparable al IDH de Catar. La mitad de la población de la provincia se concentra en Tulcán.

### Composición étnica
Según las cifras presentadas por el Instituto Nacional de Estadística y Censos INEC en el censo realizado en 2010, la composición etnográfica del cantón Tulcán es:
- Mestizos          (88,4%)
- Indígenas         (5,3%)
- Afroecuatorianos  (3,6%)
- Blancos           (3,3%)
- Montubios         (0,3%)
- Otros                 (0,2%)

## Comunicaciones

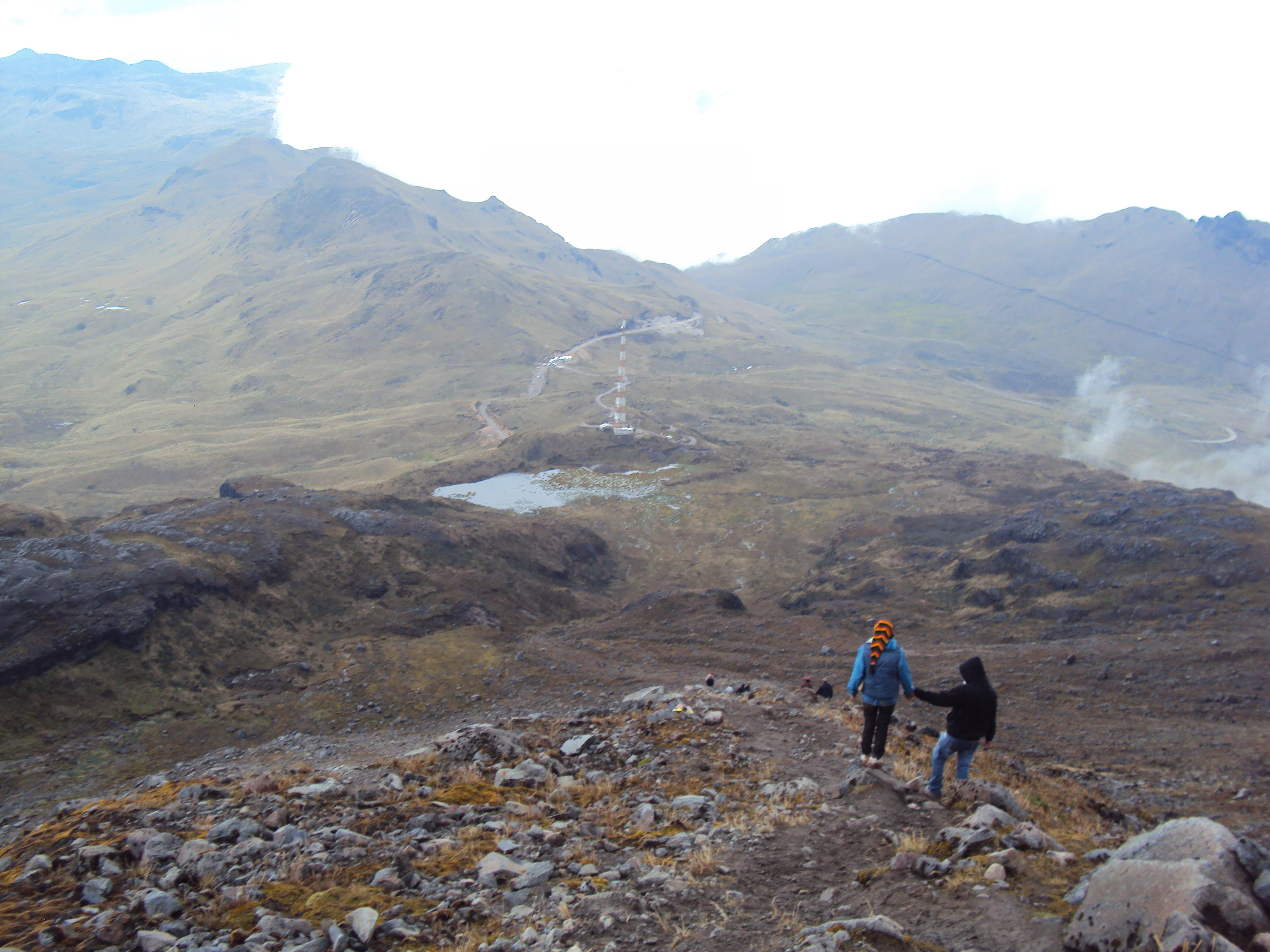
Antena de comunicaciones ubicada a 4105 m s. n. m. en las proximidades del volcán Chiles.

Varias empresas, como Movistar, Claro y CNT, ofrecen servicios de telecomunicaciones mediante telefonía móvil con disponibilidad de cobertura UMTS y tecnología HSPA (todos los operadores), además de Internet banda ancha, Internet móvil y telefonía fija.

### Radiodifusión
Estaciones de radio FM emitidas desde la ciudad:
- Radio Ondas Carchenses
- Radio Tulcán Stereo
- Radio La Mega
- Radio América
- Tropicana Sport
- Radio Master
- Radio Fantástica
- Radio Integración
- Radio Planeta
- Radio Vicente Fierro

Además se cuenta con la señal de otras emisoras nacionales e internacionales como:
- Radio Platinum
- Radio Sonorama
- JC Radio La Bruja
- Radio María
- Radio Ecuashyri
- Radio La Otra
- Radio Armónica
- Radio Católica Nacional
- Radio Caravana
- Radio Pública del Ecuador
- Radio Asamblea Nacional
- Caracol Radio (Filial Ipiales) (Originalmente sólo para Ipiales - Colombia)

También hay varias estaciones de radio AM disponibles.

### Televisión Terrestre
La ciudad cuenta con una estación de televisión local, denominado Nortvisión, que emite desde 1999 para toda la provincia del Carchi; posteriormente amplió su cobertura a la ciudad de Ibarra en la provincia de Imbabura.
La migración a televisión digital terrestre está prevista conforme a la planificación nacional del apagón analógico, previsto para el año 2019; aunque algunas estaciones ya se encuentran realizando pruebas en la ciudad.
Además del canal local, en Tulcán se encuentran disponibles los canales de televisión nacional:
-Teleamazonas,
-Gama TV,
-Ecuavisa,
-TC Televisión,
-RTS,
-Canal Uno,
-Telerama,
-Ecuador TV,
-RTU TV,
-Tropical TV,
-TVN Canal 9, UTV,
-Oromar Televisión y
-UCSG TV;
-Así como los canales internacionales RCN Televisión,
-Caracol Televisión y
-Señal Colombia. (Sólo para Colombia excepto Tulcán y Ecuador para los canales internacionales RCN Televisión, Caracol Televisión y Señal Colombia);

#### Televisión por suscripción
En Tulcán, la televisión por suscripción se puede obtener mediante empresas de televisión por cable o con proveedores satelitales gracias a los siguientes operadores:
-Grupo TV Cable
-Cine Cable TV
-DirecTV
-CNT TV
-Claro TV

## Transporte y vías de acceso

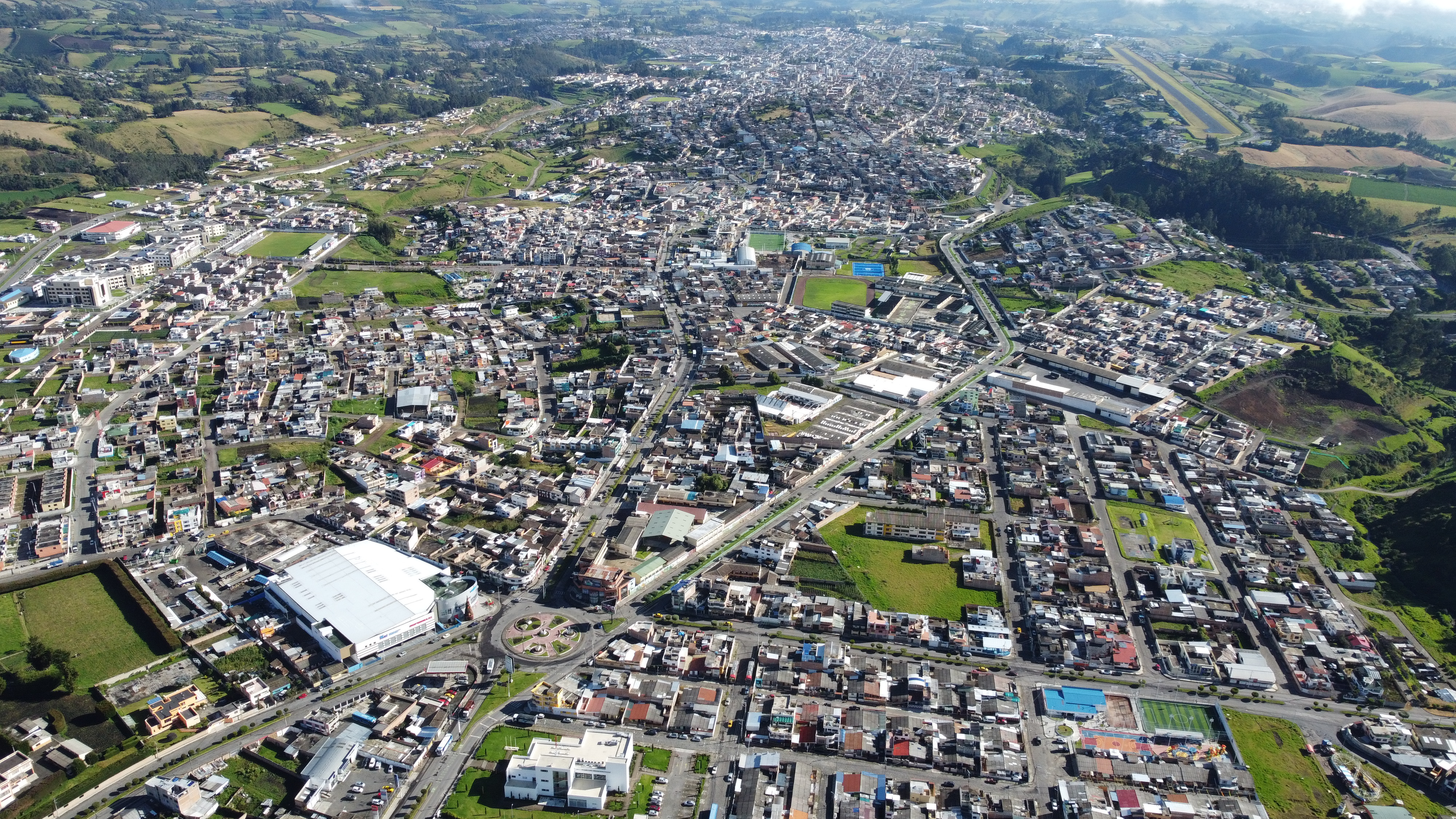
Vista de la intersección de las avenidas Veintimilla, Tulcanaza, Seminario y Andrés Bello.

Tulcán se encuentra muy bien comunicada en cuanto al transporte terrestre y aéreo se refiere, pues es atravesada por la carretera Panamericana y tiene un aeropuerto (Aeropuerto Teniente Coronel Luis A. Mantilla) semi-regional. Actualmente el aeropuerto opera solo vuelos de emergencia u oficiales de Estado.
Las principales distancias desde Tulcán (en km) a otras ciudades son:
- Rumichaca (frontera) 	 5
- Ipiales (Colombia) 	 8
- El Ángel  (Ecuador)	 78
- Maldonado  (Ecuador)	 90
- Pasto (Colombia) 	 104
- Ibarra  (Ecuador)	 124
- Otavalo  (Ecuador)	 143
- Quito  (Ecuador)	 260
- Popayán (Colombia) 	 347
- Esmeraldas  (Ecuador)	 373
- Cali (Colombia) 	 485
- Guayaquil   (Ecuador) 	 609
- Manta  (Ecuador) 	 634
- Loja  (Ecuador) 	 909
- Bogotá (Colombia) 	 930
- Macará (Ecuador) 	 954

### Transporte Terrestre
La Red Vial Estatal Ecuatoriana atraviesa Tulcán mediante la Troncal de la Sierra (E35), que forma parte de la Carretera Panamericana. En la ciudad de Tulcán y sus cercanías, la troncal conecta con dos carreteras secundarias:
a) Vía Colectora Maldonado-Tulcán (E182), vía que se extiende hacia el occidente hasta la localidad de Maldonado; podría permitir en el futuro una comunicación directa con la provincia de Esmeraldas y el Océano Pacífico, esta carretera se encuentra construida hasta la parroquia de Chical y tiene proyecciones de extenderse hacia la localidad de Tobar Donoso en mediano plazo.
b) Transversal Fronteriza (E10), permite comunicarse con la provincia de Sucumbíos, en el Oriente Ecuatoriano. Atraviesa las localidades de Nueva Loja, La Bonita, El Carmelo y Julio Andrade.

#### Transporte Urbano
Cuenta con tres empresas de transporte urbano de pasajeros en bus que cubren 4 rutas que atraviesan la ciudad desde el Sur y el Occidente hacia Norte pasando por el centro de la ciudad: Stebart, Frontera Norte y 11 de abril.
También cuenta con cuatro empresas de taxis que sirven en el casco urbano y también en rutas suburbanas: Rápido Nacional (una de las primeras cooperativas de taxis de todo el Ecuador), Atahualpa, Super Taxis Julio Andrade y Los Pupos.
Adicionalmente hay servicio de camionetas
- 10 de Marzo Carchense
- Frontera Norte

#### Transporte Interprovincial
Tulcán está unido al resto del país por medio de 9 cooperativas y compañías de transportes de pasajeros, son las siguientes:
- Micro Taxi San Cristóbal
- Expreso Tulcán
- Velotax del Norte
- Pullman Carchi
- Tax Gacela
- Panamericana (Quito)
- Flota Imbabura (Ibarra)
- Expreso Turismo (Ibarra)
- Vencedores (Riobamba)

Estas compañías tienen frecuencias directas diarias a Ibarra, Quito, Riobamba, Cuenca, Guayaquil, Huaquillas y Manta partiendo desde el Terminal Terrestre de Tulcán.
El Terminal Terrestre de Tulcán es el principal punto de conexión terrestre de la ciudad de Tulcán. Este terminal ofrece servicios de transporte hacia diversas localidades dentro del país y destacándose por ser una puerta de entrada estratégica entre Ecuador y el sur de Colombia. Además, cuenta con instalaciones diseñadas para brindar comodidad y seguridad a los usuarios, incluyendo áreas de espera, servicios básicos, y un flujo organizado de buses. Es un centro neurálgico para el comercio, el turismo y la movilidad de la región andina del norte.

#### Transporte Intercantonal
Tulcán se conecta al resto de cantones y parroquias de la provincia del Carchi por medio de 6 cooperativas y compañías de transportes de pasajeros, son las siguientes:
- Cristóbal Colón
- Trans Norte
- Trans asociados Huaca-Julio Andrade
- Dorado Maldonado
- Espejo
- Mira

Estas compañías tienen frecuencias directas diarias a los cantones Bolívar, Espejo, Mira, Montufar, San Pedro de Huaca. Dos de estas compañías, Trans Norte y Dorado Maldonado, tienen frecuencias diarias a las parroquias del cantón Tulcán: Tufiño, Maldonado, Chical y El Carmelo

### Transporte aéreo

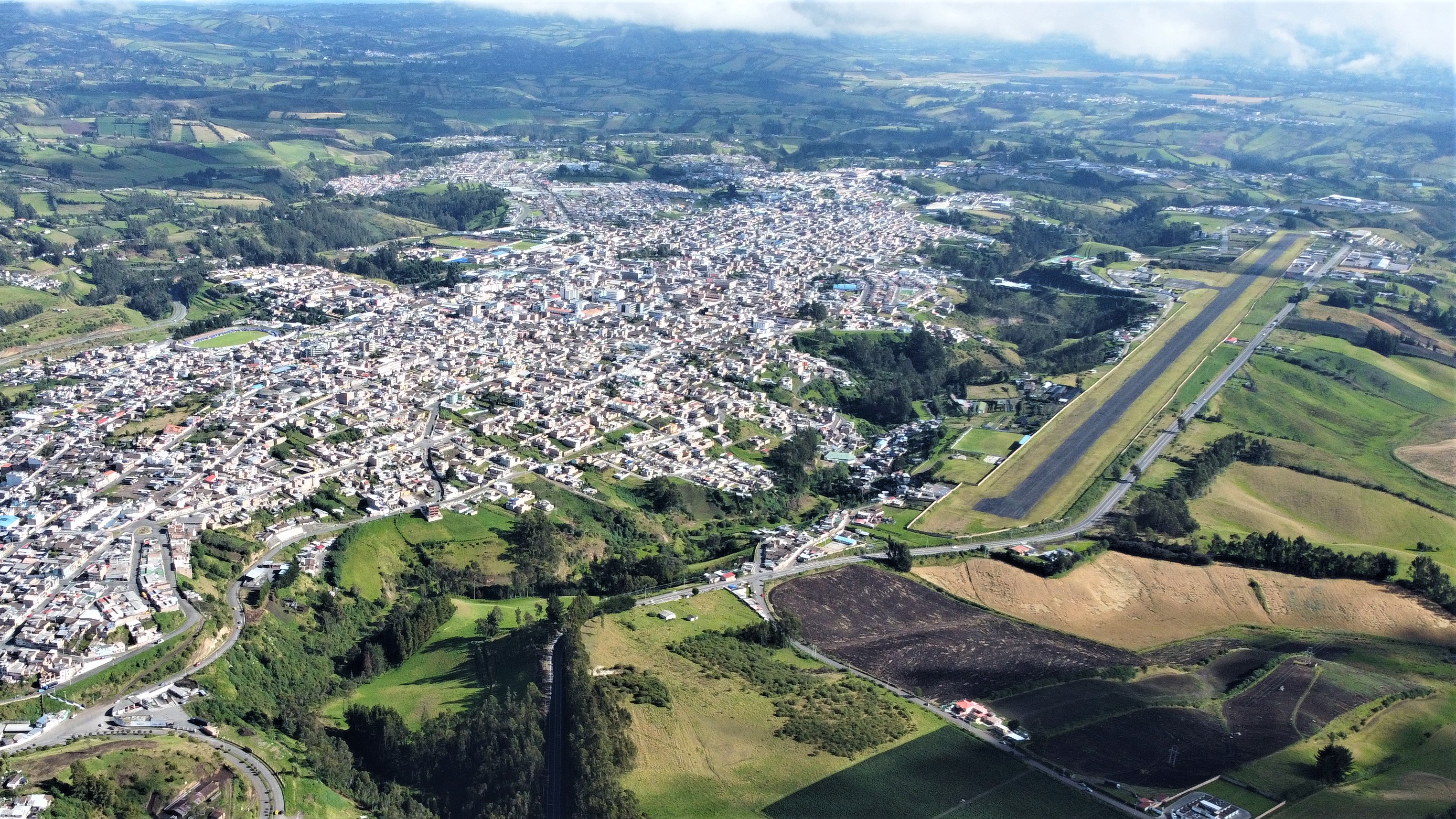
Pista de aterrizaje del aeropuerto Teniente Coronel Luis A. Mantilla

El Aeropuerto Teniente Coronel Luis A. Mantilla está ubicado fuera del perímetro urbano, al noreste de la ciudad; con una elevación de 2941 ms y una temperatura referencial de 20 grados centígrados, está a cinco minutos del centro de la ciudad. Aeropuerto de servicio nacional con categoría segunda de acuerdo al AIP. Es un aeropuerto que actualmente opera en horario HJ.
Solía operar con vuelos diarios desde y hacia Quito, ofrecidos por la extinta línea aérea TAME. En la actualidad existe la posibilidad de que la nueva aerolínea Ecuatoriana Airlines retome operaciones en este destino.

## Salud

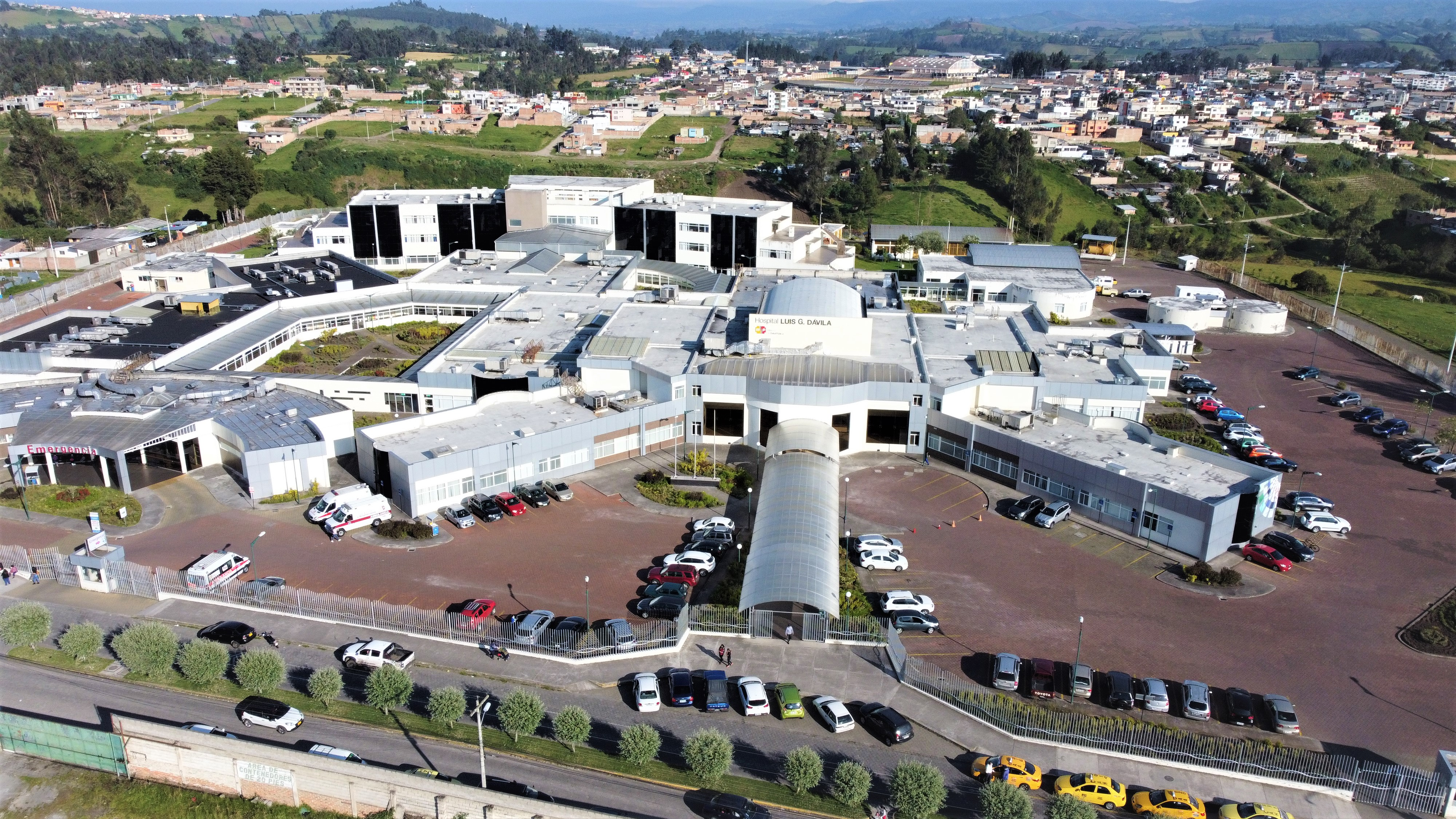
Hospital público Luis G. Dávila

El Ministerio de Salud Pública del Ecuador cuenta con un hospital de II nivel en el noroccidente de la ciudad, el Hospital General Provincial Luis G. Dávila, con 160 camas tiene capacidad para atender la demanda de las provincias de Carchi, Esmeraldas y Sucumbíos en Ecuador y también del departamento de Nariño en Colombia, pues ambos países mantienen convenios de cooperación en salud; además en el primer nivel de atención existen cuatro centros de salud urbanos ubicados en los barrios San Francisco, 10 de Agosto, Tajamar, y en el Sur.
Hasta el año 2013, año de apertura del nuevo hospital general de Tulcán, el servicio hospitalario de la ciudad era considerado uno de los peores del sistema sanitario del país; sin embargo, luego de la construcción de la nueva infraestructura y reubicación del hospital general, además del nuevo equipamiento, Tulcán se considera una de las ciudades mejor atendidas en cuanto a salud pública en todo el Ecuador.
El Instituto Ecuatoriano de Seguridad Social tiene un Centro de Salud tipo B de atención ambulatoria. 
La oferta de servicios en el sector privado está basada en consultorios particulares y tres instituciones de salud privadas de segundo nivel que corresponden a las clínicas Cesmed, Nova Salud y Saúde. distribuidas por toda la urbe.

## Educación y Cultura

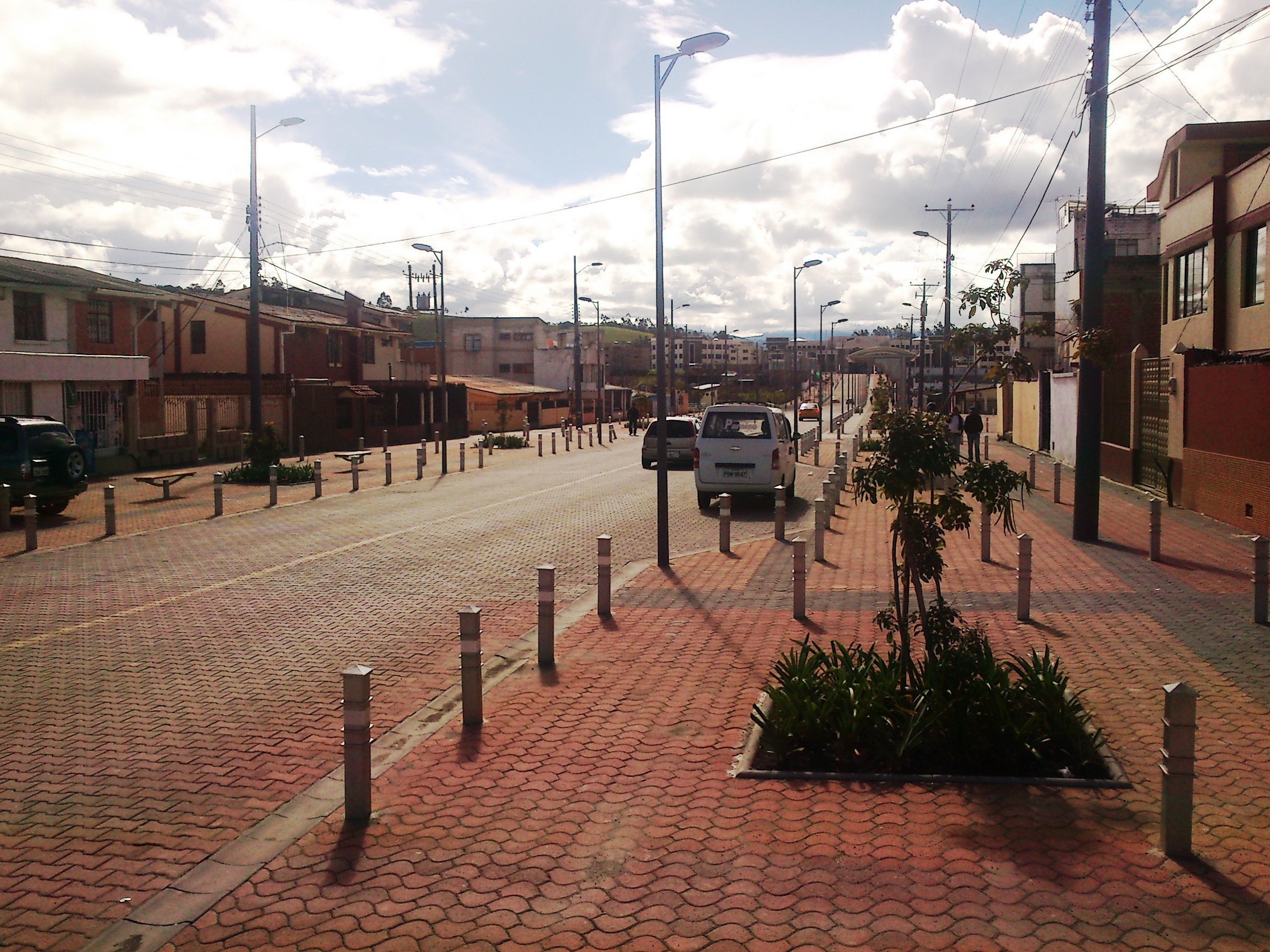
Av. Universitaria, ingreso principal a la Universidad Politécnica Estatal del Carchi

### Educación Superior
La ciudad y sus alrededores cuentan con varios centros de enseñanza superior; la Universidad Politécnica Estatal del Carchi mantiene su sede principal en esta urbe; además, Tulcán posee subsedes de otras universidades:
- Universidad Politécnica Estatal del Carchi
- Universidad Regional Autónoma de los Andes
- Universidad Técnica Particular de Loja
- Escuela Politécnica del Ejército
- Escuela Superior Politécnica Ecológica Amazónica
- Universidad Técnica de Babahoyo

### Museos
La ciudad cuenta con varios museos de historia, antropología y arte, entre los que se destacan el Museo de la Casa de la Cultura Ecuatoriana Núcleo del Carchi y el Museo Arqueológico del Instituto Tecnológico Bolívar, que cuenta principalmente con esculturas ancestrales de barro, restos fósiles como cráneos, huesos de mastodonte, osamenta de Glossotherium y material vegetal fosilizado.

## Economía

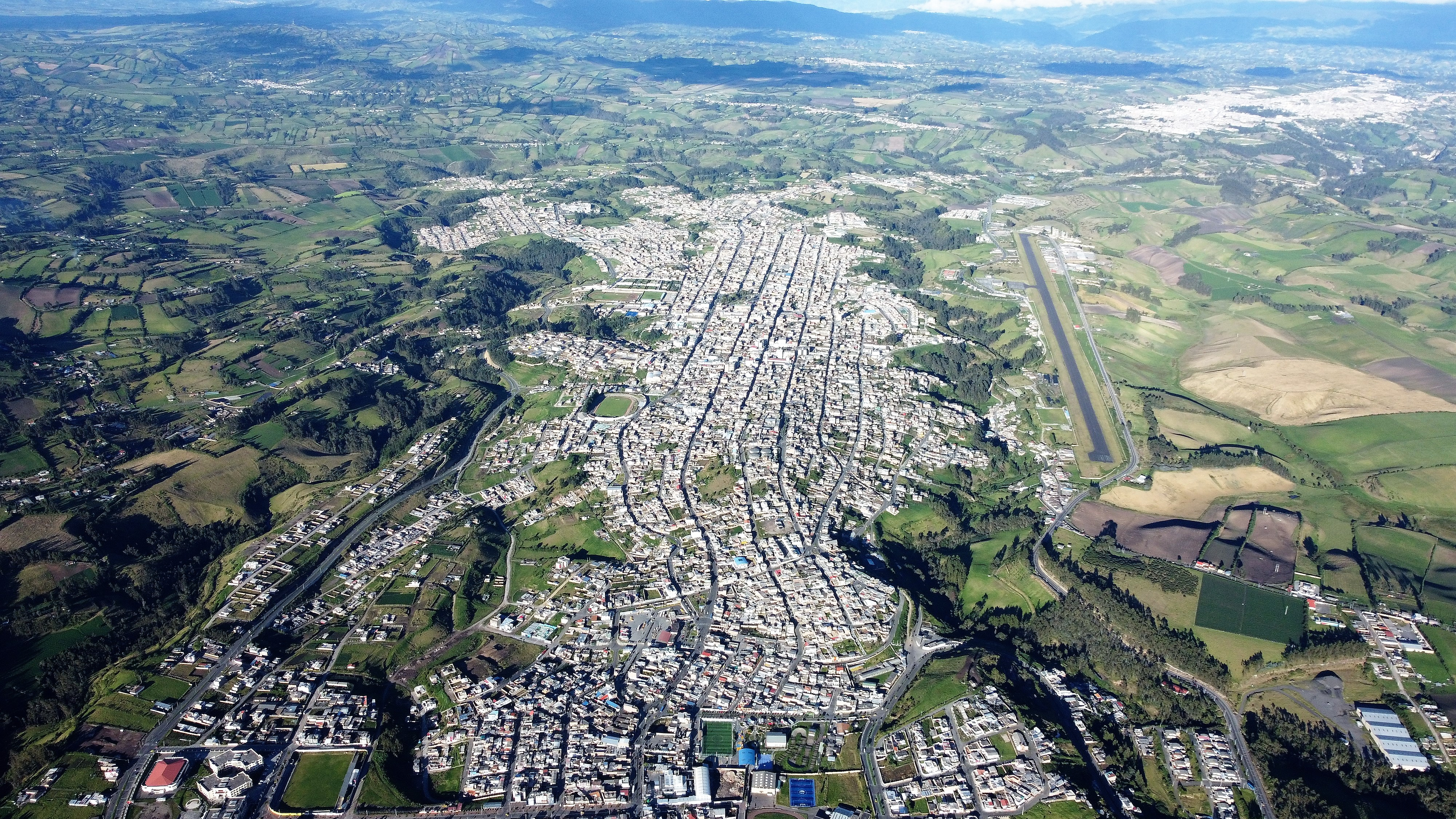
Vista aérea de Tulcán y la cercana ciudad de Ipiales en la esquina superior derecha

La economía local se basa principalmente en el comercio con el vecino país de Colombia. La agricultura, ganadería y servicios también aportan en gran medida a los ingresos de la ciudad.
El comercio desde el puente internacional de Rumichaca, que une a Ecuador y Colombia, registra un fuerte intercambio principalmente de autos, productos agrícolas, ropa, entre otros. En la ciudad el comercio es intenso, especialmente los días jueves y domingos, considerados de feria.
La agricultura es una de las principales actividades que genera recursos para los habitantes tulcaneños. Entre los productos que mejor se cultivan están: la papa, fréjol, arveja, maíz, trigo, cebada, avena, haba; al noroccidente yuca, plátano, banano y frutas tropicales. La papa, sin embargo, destaca entre los demás cultivos pues es el principal producto de la provincia del Carchi, generando el 40% de la producción nacional.
La ganadería e industria láctea están relativamente desarrolladas. Se produce principalmente ganado vacuno, porcino y ovino. Otras actividades que generan ingresos son la minería, con yacimientos de azufre en Tufiño y oro en pequeñísimas cantidades en la parroquia de Tobar Donoso.
A pesar de su posición fronteriza y la desventaja competitiva que genera el diferencial cambiario del dólar frente al peso colombiano, en la ciudad están presentes importantes cadenas nacionales como Multiplaza Ecuador. En años recientes, debido a la baja competitividad comercial, la ciudad está cambiando la base de su economía desde el comercio hacia el turismo. Los gobiernos locales junto a diferentes instituciones públicas y privadas han empezado a invertir y promocionar la creación de sitios de turismo ecológico, gastronómico y cultural.

## Deporte

### Ciclismo

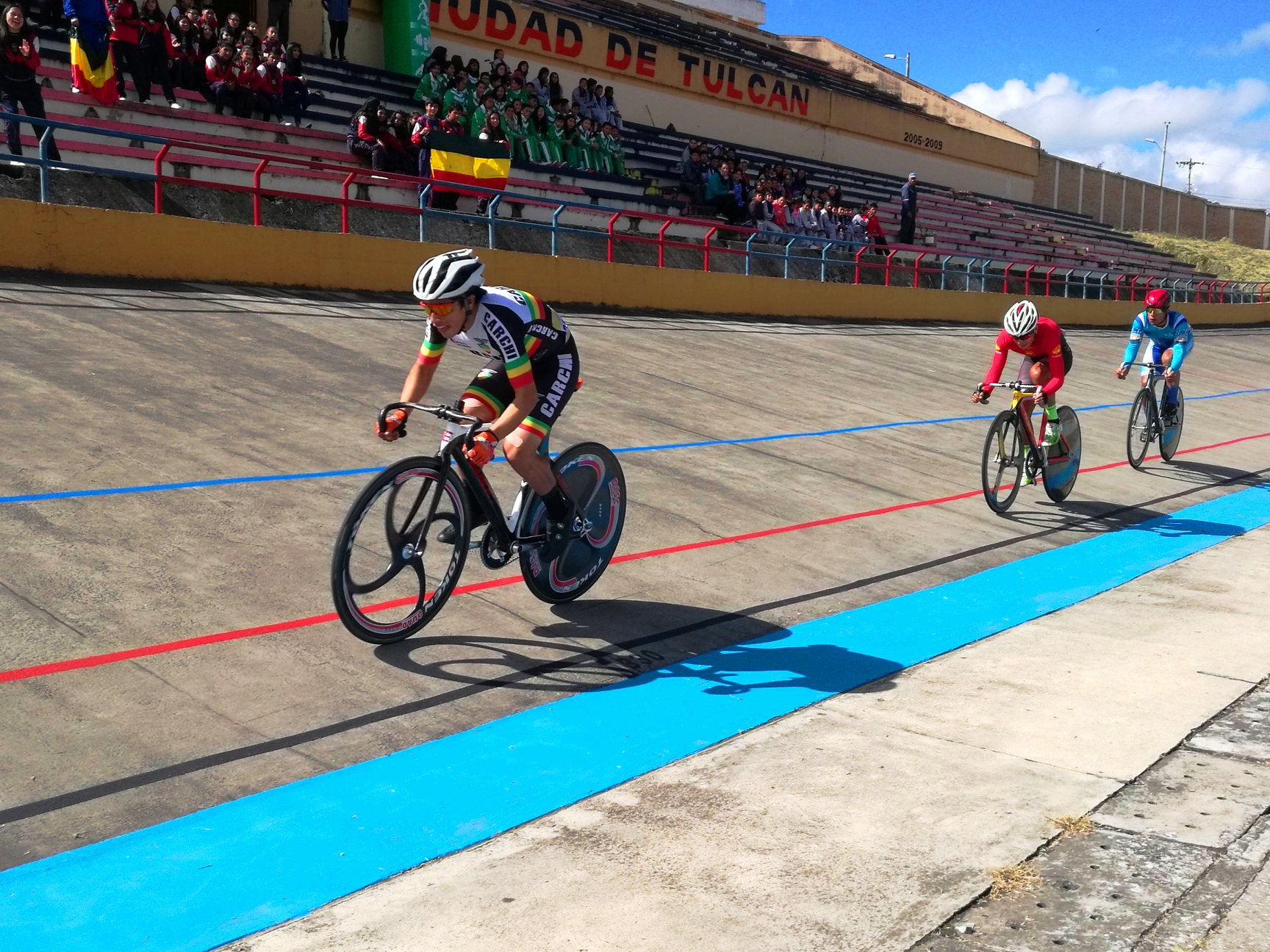
Velódromo Ciudad de Tulcán durante Campeonato Nacional de Pista 2018

El ciclismo es considerado el deporte bandera de la ciudad y de la Provincia de Carchi, pues casi todos los ganadores locales de la Vuelta al Ecuador y protagonistas nacionales de otras pruebas ciclísticas a nivel internacional como el Clásico RCN, la Vuelta a Colombia, la Vuelta a España, el Giro de Italia y el Tour de Francia son de esta región. Exponentes como el mayor vencedor de la Vuelta al Ecuador con 5 títulos, Pedro Rodríguez, y el primer ecuatoriano en competir en las Grandes Vueltas (Tour de Francia, Giro de Italia y Vuelta a España, ganando además una de ellas) y medalla de oro en la prueba de ruta de los Juegos Olímpicos de Tokio 2020, Richard Carapaz, nacieron en Tulcán.
En esta ciudad se realizan competencias de carácter internacional como la Clásica Internacional de Tulcán, el cual congrega cada año equipos de ciclismo profesionales nacionales e internacionales, incluso superando en interés a la misma Vuelta al Ecuador. 
Tulcán cuenta con un velódromo aprobado por la UCI, en el cual se realizan competencias nacionales e internacionales regularmente; también posee una pista profesional de bicicrós para pruebas de carácter local y nacional. Además, es la única ciudad del país que cuenta con equipo de ciclismo profesional desde 2020 (Best PC Ecuador).

### Patinaje y Skateboarding
La historia de este deporte en la ciudad y la provincia es relativamente nueva, pues apenas en el año 2010, un deportista formado en las pistas de Tulcán alcanzó el podio en los Juegos Suramericanos, además de mantener participaciones a nivel mundial hasta la actualidad.
Tulcán cuenta con un patinódromo en el noroccidente de la ciudad y una pista de skateboarding al suroccidente.
En 2013 se realizó la primera edición de la Maratón Internacional de Tulcán, con participantes de Sudamérica y Europa. El ganador de la primera edición fue el ecuatoriano Jorge Bolaños

### Fútbol
La historia del fútbol profesional tulcaneño comienza en octubre de 2013, cuando se creó la Asociación de Fútbol Profesional del Carchi, para poder así disputar el Campeonato Ecuatoriano de Fútbol Segunda Categoría 2014. Los clubes fundadores de dicha asociación son el Club Atlético Tulcán, Club Deportivo Oriental, Carchi 04 Fútbol Club, Deportivo San Gabriel y Club Atlético Superior San Pedro de Huaca.

#### Estadio Olímpico de Tulcán

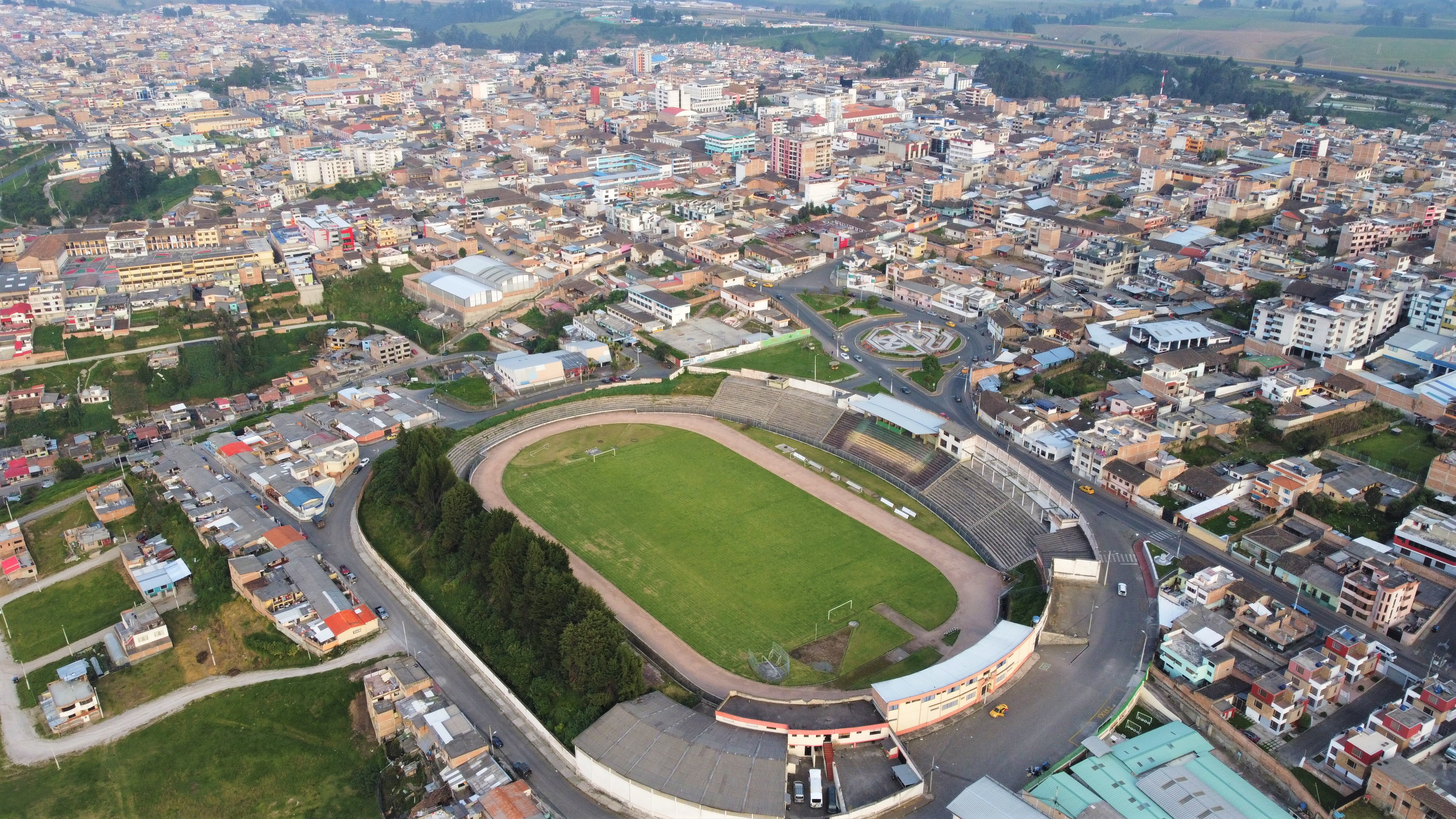
Vista aérea del Estadio Olímpico de Tulcán

El Estadio Olímpico de Tulcán es un estadio de fútbol de Ecuador. Está ubicado en la avenida Rafael Arellano y calle Olímpica de la ciudad de Tulcán. Tiene capacidad para 10 000 espectadores.
El estadio desempeña un importante papel en el fútbol local, ya que los clubes tulcaneños como el Deportivo Tulcán, Confraternidad, Tulcán Sporting Club, Tulcán Fútbol Club, Carchi Sporting Club, 11 de Abril y 19 de Noviembre hacían o hacen de locales en este escenario deportivo.
Asimismo, este estadio es sede de distintos eventos deportivos a niveles provincial y local, así como es escenario para varios eventos de tipo cultural, especialmente conciertos musicales (que también se realizan en el Coliseo 19 de Noviembre de Tulcán).
A partir del 2014 Carchi se convirtió en la provincia número 22 del país con fútbol profesional constituido, por lo cual el Estadio Olímpico de Tulcán es uno de los estadios de la provincia que alverga partidos de la Segunda Categoría del fútbol profesional ecuatoriano. Los clubes que ejercen localía en este estadio son: Club Atlético Tulcán, Carchi 04 Fútbol Club y Club Deportivo Oriental.

## Ciudades Hermanas
- Arica, Chile
- Ipiales, Colombia
- Iquique, Chile
- Pasto, Colombia

## Personajes Célebres
- Luciano Coral Morillo, periodista, militar y político.
- Luis Mantilla Guerrero, piloto militar.
- Consuelo Benavides, socióloga.
- Rodrigo Paz, empresario, político y dirigente deportivo.
- Eugenio Espinoza, boxeador.
- Luis Enrique Fierro, médico, poeta y activista cultural.
- Wilfrido Lucero, político.
- Pedro Rogríguez, ciclista profesional.
- Richard Carapaz, ciclista profesional.